# Rogoźno (gmina)
Rogoźno est une gmina mixte du powiat de Oborniki, Grande-Pologne, dans le centre-ouest de la Pologne. Son siège est la ville de Rogoźno, qui se situe environ 17 km au nord-est d'Oborniki et 40 km au nord de la capitale régionale Poznań.
La gmina couvre une superficie de 217,95 km2 pour une population de 17 322 habitants.

## Géographie

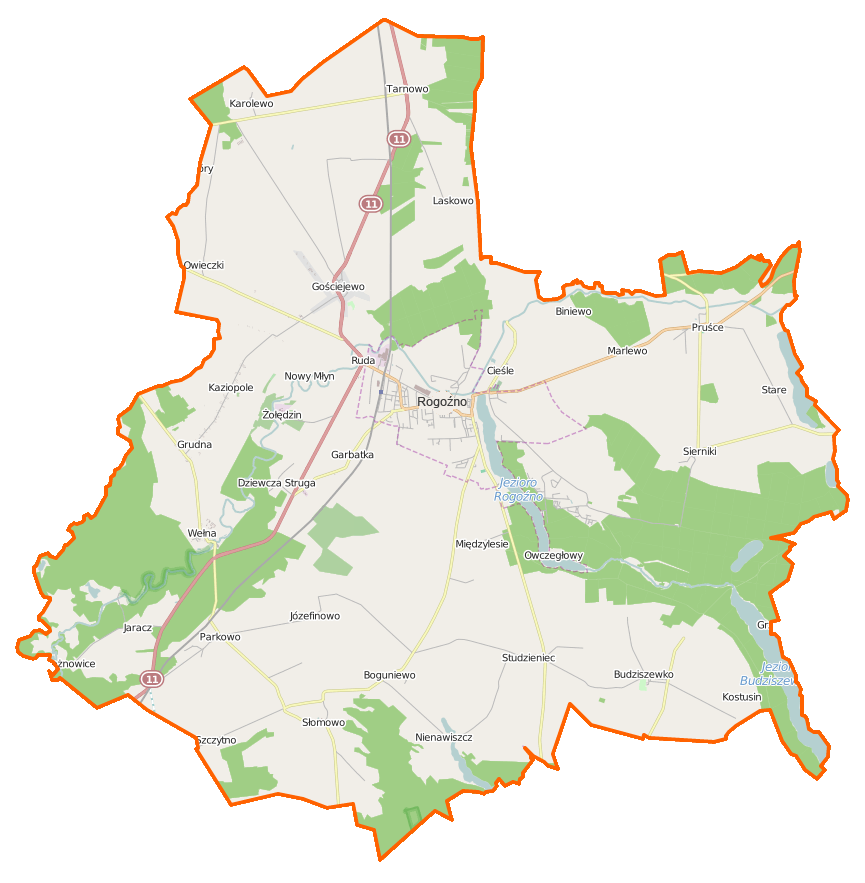
Plan de la gmina.

Outre la ville de Rogoźno, la gmina inclut les villages et les localités de :
- Boguniewo
- Budziszewko
- Cieśle
- Garbatka
- Gościejewo
- Grudna
- Jaracz
- Karolewo
- Kaziopole
- Laskowo
- Międzylesie
- Nienawiszcz
- Owczegłowy
- Owieczki
- Parkowo
- Pruśce
- Ruda
- Sierniki
- Słomowo
- Studzieniec
- Tarnowo
- Wełna

### Gminy voisines
La gmina de Rogoźno est bordée des gminy de:
- Budzyń
- Murowana Goślina
- Oborniki
- Ryczywół
- Skoki
- Wągrowiec

## Structure du terrain
D'après les données de 2011, la superficie de la commune de Rogoźno est de 217,95 km², répartis comme tel :
- terres agricoles : 63,47%
- forêts : 26,40%

La commune représente 30,58% de la superficie du powiat.

## Démographie
Données du 31 décembre 2011 :
| description        | Total  | Total | Femmes | Femmes | Hommes | Hommes |
| ------------------ | ------ | ----- | ------ | ------ | ------ | ------ |
| Unité              | Nombre | %     | Nombre | %      | Nombre | %      |
| population         | 18 237 | 100   | 9 102  | 49,9   | 9 135  | 50,1   |
| Densité (hab./km²) | 83,7   | 83,7  | 41,76  | 41,76  | 41,91  | 41,91  |